# Allungamento alare
L'allungamento alare è una delle caratteristiche geometriche di un'ala, definito come il rapporto tra l'apertura alare (lunghezza caratteristica nella direzione trasversale) e la corda media geometrica (lunghezza caratteristica nella direzione longitudinale) o tra il quadrato dell'apertura alare e la superficie alare ed è indicato con
{\displaystyle A={\frac {b}{\bar {c}}}}
oppure
{\displaystyle A={\frac {b^{2}}{S}}}
dove A indica l'allungamento alare (aspect ratio in inglese), b indica l'apertura alare (misura della lunghezza da un'estremità all'altra dell'ala vista in pianta) e S indica la superficie alare (la somma della superficie di ambedue le semiali). La superficie alare è proporzionale al rapporto {\displaystyle {\frac {b}{1}}} tra apertura alare e lunghezza della radice alare (lunghezza della sezione dell'ala al punto più vicino alla fusoliera).
Essendo il rapporto tra due misure di lunghezza o di superficie, esso è un numero adimensionale o puro, cioè che non ha unità di misura.
L'allungamento alare, che è un parametro che distingue il profilo dall'ala finita (il profilo viene considerato come appartenente ad un'ala di apertura infinita), ha effetto sulla resistenza ed in particolare sul coefficiente di resistenza indotta {\displaystyle C_{D_{i}}} che, nel caso dell'ala ellittica, è dato dalla relazione:
{\displaystyle C_{D_{i}}={\frac {C_{L}^{2}}{\pi A}}}
dalla quale si deduce che maggiore è l'allungamento e minore sarà la resistenza indotta. Infatti il primo termine rappresenta il coefficiente di resistenza indotta e CL il coefficiente di portanza.

## Effetti e conseguenze

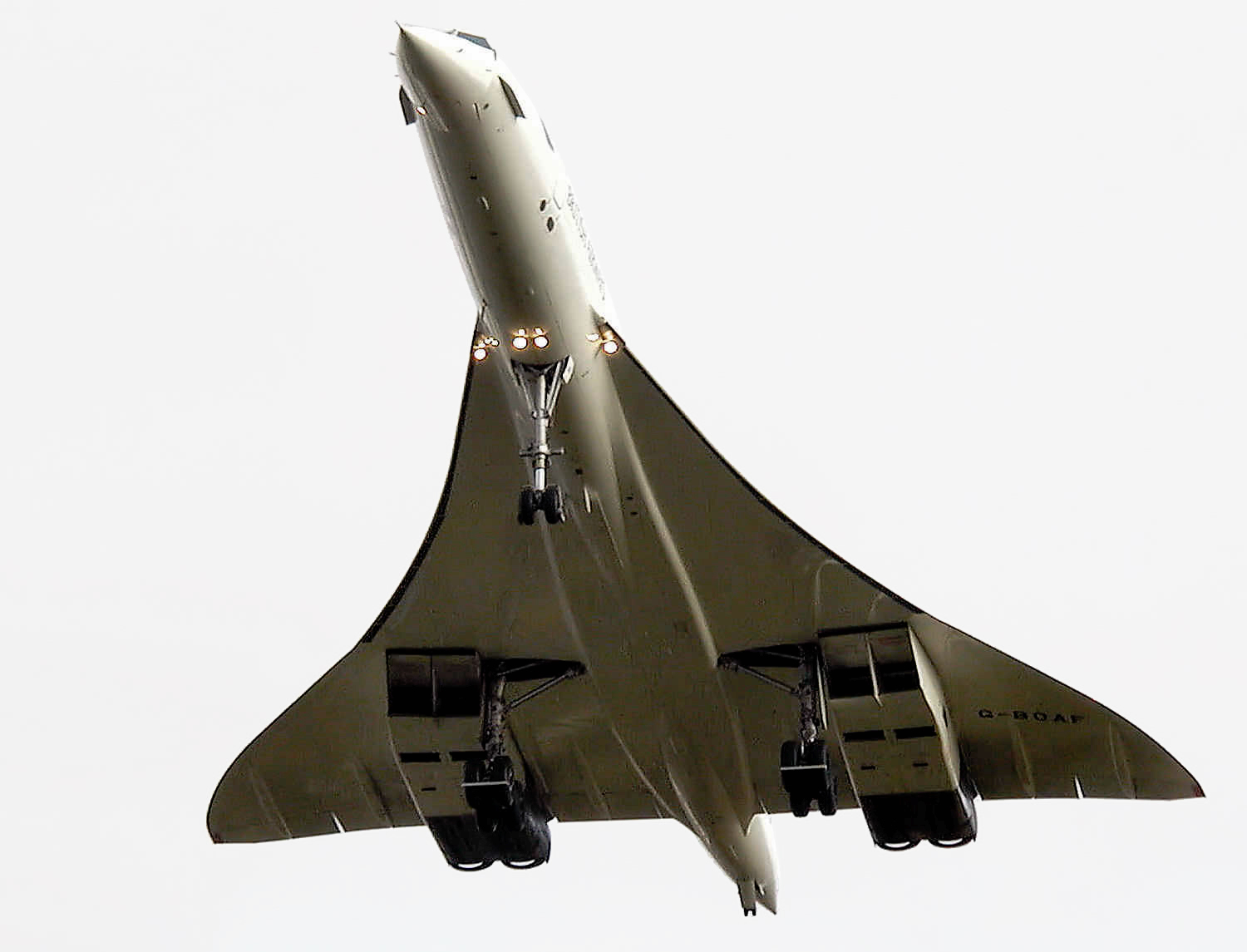
Il Concorde, supersonico caratterizzato da un allungamento alare molto basso (A = 1,8).

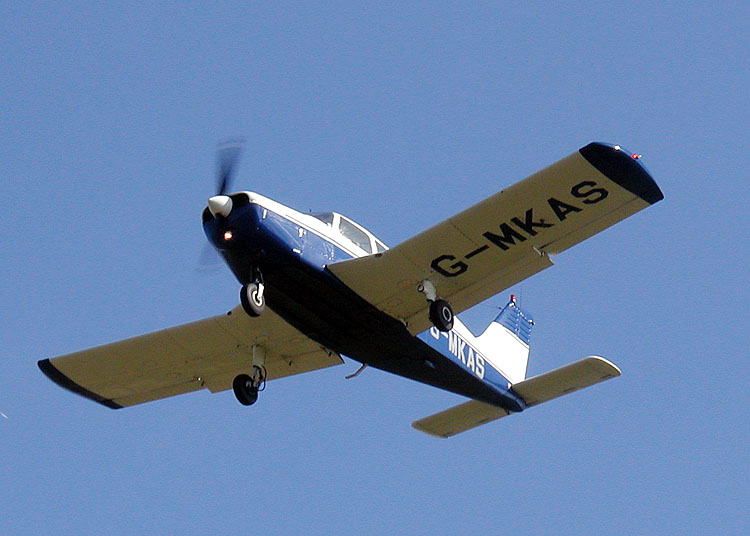
Un Piper PA-28 caratterizzato da un allungamento alare medio-basso (A = 5,6).

Un effetto dell'allungamento influirà anche sul coefficiente di portanza massimo; si supponga di voler esprimere, sempre nel caso più semplice possibile di ala ellittica, il coefficiente di portanza totale dell'ala in funzione della pendenza della retta di portanza dei profili che costituiscono l'ala. Sì consideri quindi un'ala ellittica e si supponga che abbia lo stesso profilo alare in tutta la sua apertura. Il {\displaystyle C_{L}} totale di quest'ala è espresso mediante la relazione:
{\displaystyle C_{L}=C_{L_{\alpha }}(\alpha _{0}-\alpha _{i})=C_{L_{\alpha }}\left(\alpha _{0}-{\frac {C_{L}}{\pi A}}\right)=C_{L_{\alpha }}\alpha _{0}-C_{L_{\alpha }}{\frac {C_{L}}{\pi A}}}
dove {\displaystyle \alpha _{0}} è l'incidenza geometrica, mentre {\displaystyle \alpha _{i}} è l'incidenza indotta; quindi nessuna sezione lavora ad incidenza geometrica, dato che si deve tener conto delle componenti di velocità indotte dal sistema vorticoso a staffa, le quali producono una riduzione dell'angolo d'attacco, espressa nel caso dell'ala ellittica attraverso una costante al variare dell'apertura e pari a
{\displaystyle {\frac {C_{L}}{\pi A}}}
Mettendo in evidenza il CL, si ottiene:
{\displaystyle C_{L}\left(1+{\frac {C_{L_{\alpha }}}{\pi A}}\right)=C_{L_{\alpha }}\alpha _{0}}
che si può riscrivere come
{\displaystyle C_{L}={\frac {C_{L_{\alpha }}\alpha _{0}}{1+{\frac {C_{L_{\alpha }}}{\pi A}}}}={\bar {C}}_{L_{\alpha }}\alpha _{0}}
dove per definizione il nuovo termine rappresenta la pendenza della retta di portanza dell'ala finita, che in base all'espressione appena descritta ha la forma:
{\displaystyle {\bar {C}}_{L_{\alpha }}={\frac {C_{L_{\alpha }}}{1+{\frac {C_{L_{\alpha }}}{\pi A}}}}}
che è proprio la relazione che si voleva evidenziare, perché rappresenta il secondo effetto fondamentale dell'allungamento alare sulle caratteristiche aerodinamiche dell'ala: in tale relazione (valida per un'ala ellittica, ma che contiene comunque i concetti che qui interessa discutere) si nota che per valori molto elevati dell'allungamento alare, il {\displaystyle {\bar {C}}_{L_{\alpha }}}dell'ala finita tenderà al {\displaystyle C_{L_{\alpha }}}del profilo; inoltre tanto minore è l'allungamento dell'ala e tanto più risulterà diminuita la pendenza della retta di portanza dell'ala stessa.

## Applicazioni

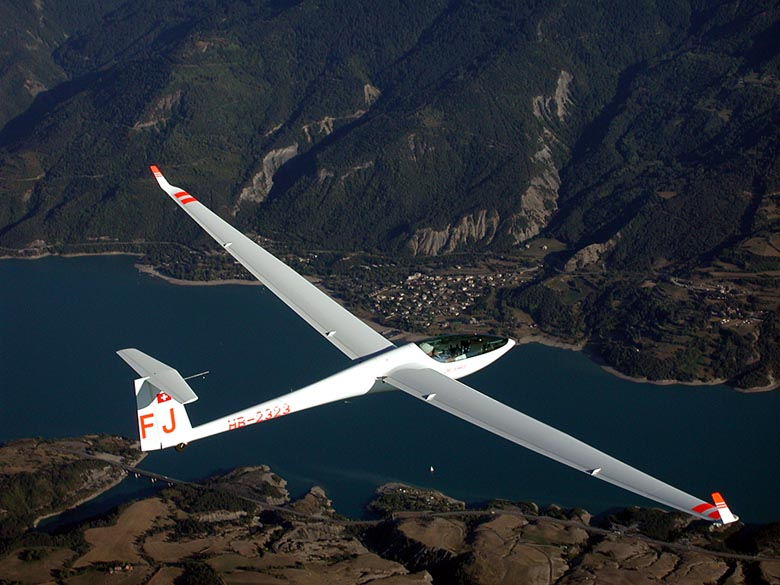
Un aliante Glaser-Dirks DG-808 con un allungamento alare molto elevato (A=27,4).

Valori di allungamento alare caratteristici dei velivoli che oggi si incontrano vanno da 2-3 per i supersonici da combattimento, a circa 7 per i commerciali da trasporto, sino ad arrivare a 20-30 per gli alianti, nei quali è di fondamentale importanza tenere al minimo la resistenza complessiva della configurazione.
Nel progetto di un velivolo supersonico, nel momento in cui voli ad alta velocità a Mach > 1, il coefficiente di portanza sarà ridotto e l'angolo d'attacco sarà basso, quindi la resistenza indotta in quelle condizioni di volo e di progetto non è un problema ed è possibile sfruttare tutti i vantaggi (per esempio di tipo strutturale) di un'ala con allungamento alare piuttosto basso. Nel caso del progetto di un aliante, è molto importante che la resistenza complessiva sia bassa e quindi le ali saranno caratterizzate da allungamenti molto elevati.

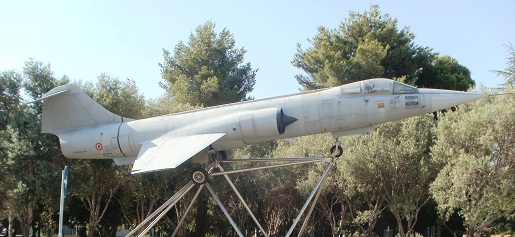
Lockheed F-104 Starfighter esposto presso la Facoltà di Ingegneria a Palermo. Il velivolo era un intercettore supersonico progettato con allungamento alare molto basso (2.45).

| Controllo di autorità | LCCN (EN) sh85008696 · J9U (EN, HE) 987007295758205171 |